# Selters (Westerwald)
Selters är en stad i distriktet Westerwaldkreis i förbundslandet Rheinland-Pfalz i Tyskland. Den ligger i bergstrakten Westerwald (utformad som högplatå) i dalgången av floden Sayn. Den nästa större staden i närheten är Koblenz som ligger sydväst om Selters.
Staden ingår i kommunalförbundet Verbandsgemeinde Selters (Westerwald) tillsammans med ytterligare 20 kommuner.
Det kända mineralvattenmärket med samma namn kommer däremot från kommunen Selters i Hessen.
Fynd av verktyg från yngre stenåldern visar att området var bebodd sedan länge. Stadens namn förekommer ungefär kring året 930 för första gången i skrifter. Det är inte helt utrett om ordet syftar på en källa med saltvatten eller på ett område med videträd. Året 1598 fanns för första gången en administrativ myndighet i orten. Stadsrättigheter fick Selters så sent som 15 oktober 2000.
I Selters föddes John Peter Altgeld som blev guvernör i delstaten Illinois i USA.